# Koningin Wilhelmina (schip, 1899)
De Koningin Wilhelmina is een tot internaatschip verbouwde voormalige stoompont voor de Hollandsche IJzeren Spoorweg-Maatschappij voor de Veerdienst Enkhuizen - Stavoren. Het schip werd in 1927 verkocht aan de N.V. Mij tot Uitvoering van Zuiderzeewerken (MUZ) in verband met de inpoldering van de Wieringermeer en de aanleg van de Afsluitdijk. Toen die het na de voltooiing daarvan niet meer nodig had werd het voor de sloop verkocht aan Frank Rijsdijk's scheepsslooperij in Hendrik-Ido-Ambacht. Maar die zag er toch nog brood in en legde het schip op in de Rietbaan. Hij sloopte uiteindelijk het schip niet, maar verkocht het in 1937 aan het Koninklijk Onderwijsfonds voor de Scheepvaart (KOFS).
Het was gebleken dat het vlak op vele plaatsen te dun was geworden en eerst moest worden vernieuwd. Het ging op de helling bij de  N.V. Scheepsbouwwerf v/h C.M. van Rees in Sliedrecht, een onderaannemer in Sliedrecht monteerde een nieuwe opbouw. Er werd een slaapgelegenheid ingericht voor zestien jongens (later 24). Na voltooiing van deze werkzaamheden werd het  vaartuig naar Amsterdam gesleept, waar het internaatschip in de Sixhaven in Amsterdam-Noord werd afgemeerd. Op 2 september 1938 werd het als ‘Koningin Wilhelmina’ officieel in dienst gesteld.
In de wintermaanden was de ‘Koningin Wilhelmina’ ook als moederschip in gebruik voor de schoolschepen ‘Prins Hendrik’ en ‘Prinses Juliana’. Op 23 oktober 1944 werd het schip gevorderd en omgedoopt in ‘O.F. 5’. Na de bevrijding kwam het uitgewoonde en deels gesloopte schip weer onder beheer van het Onderwijs Fonds, dat het liet herstellen en het op 1 september 1946 weer als school en internaat in gebruik nam. In 1961 (na de komst van een schoolgebouw op de wal) werd de boot verbouwd tot puur internaatschip voor 180 leerlingen; deze functie werd in 1967 beëindigd door de komst van een nieuwe dagschool met internaat aan de Sloterplas. 
Na 50 jaar in gebruik te zijn geweest als school- en internaatschip werd het schip op 20 maart 1968 door het KOFS verkocht aan de Zaanse musicus J. van Enkhuizen, die het in Zaandijk liet ombouwen tot een drijvend Chinees restaurant. Hij vernoemde het naar de vier jaar eerder afgebrande oliemolen De Koperslager, die vlak bij de nieuwe ligplaats op de grens van Wormerveer en Zaandijk had gestaan. In haar Zaanse periode veranderde het schip meermalen van eigenaar en bestemming. 

Het schip is nog steeds in gebruik in Zaandijk, nu als parenclub Showboat. De Showboat is opgericht in september 1997 als 1e parenclub in de Zaanstreek. In 2007 is er al eens een grote brand geweest en in 2015 raakte het schip een keer lek.

## Liggers Scheepmetingsdienst[3]
| Meetnummer | District en volgnr. | Meetdatum       | Meetplaats | Lengte [m] | Breedte [m] | Inzinking [m] | Waterverplaatsing [ton] | Naam           | Eigenaar                                           | Domicilie |
| ---------- | ------------------- | --------------- | ---------- | ---------- | ----------- | ------------- | ----------------------- | -------------- | -------------------------------------------------- | --------- |
| A6237N     | Amsterdam           | 4 november 1927 | -          | 66,50      | 11,46       | –             | 841,722 ton             | STAVOREN       | Mij. tot Uitvoering van Zuiderzeewerken Domicilie: | Den Haag  |
| A21537N    | Amsterdam           | 27 maart 1968   | –          | 66,63      | 11,90       | 1,96          | 39,298                  | DE KOPERSLAGER | -                                                  |           |